# سادولش
سادولش (به لهستانی:  Sadoleś) یک روستا در لهستان است که در گمینا سادوونه واقع شده‌است.